# لی لمبارد

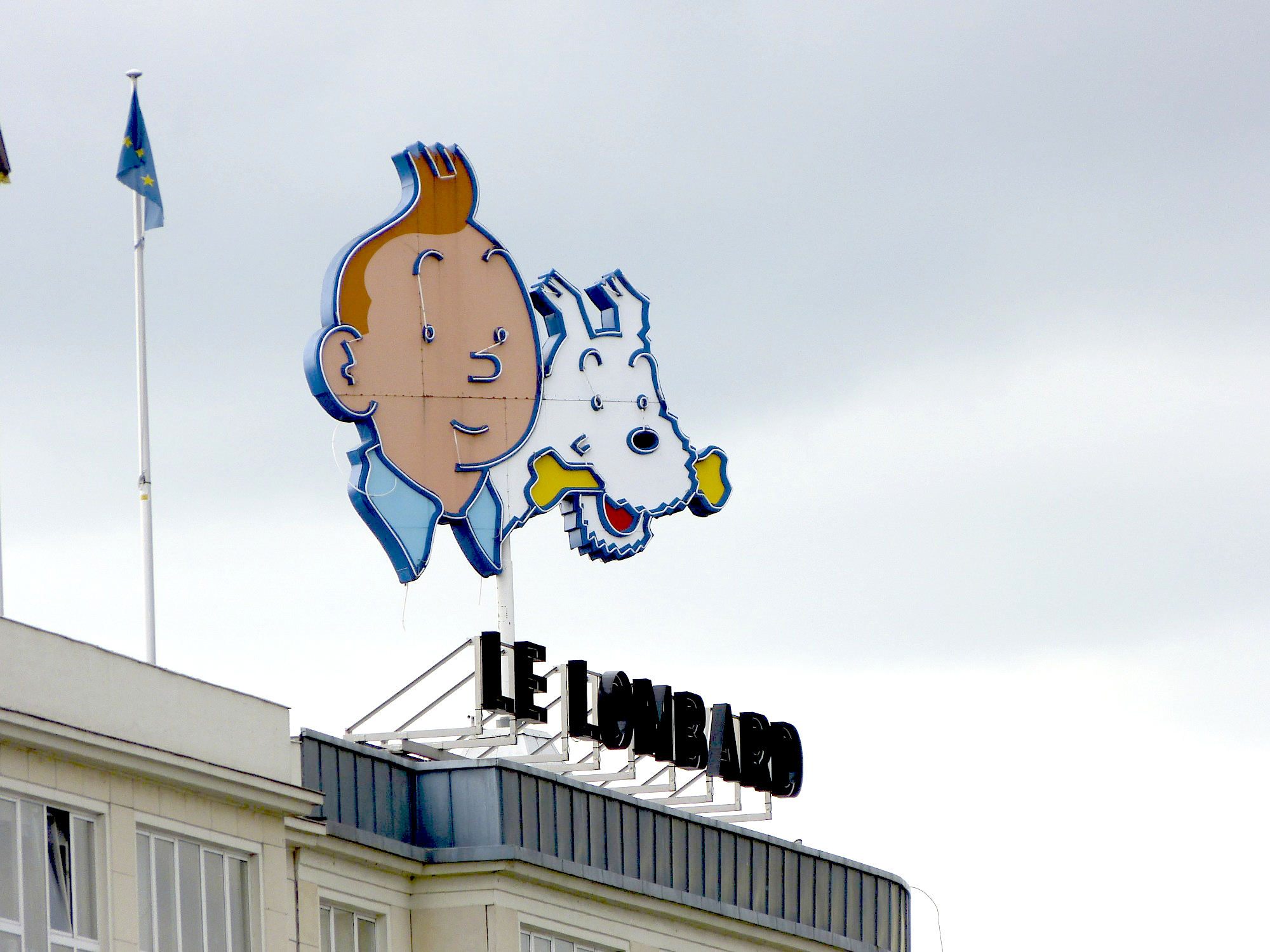
کار خانه لی لبمارد، بلژیک

لی لمبارد (انگلیسی: Le Lombard) شرکت انتشارات بلژیکی است، که در سال ۱۹۴۶ تأسیس شد.